# 川畑さおり
川畑さおり（かわばた さおり、 - ）は、日本の奄美シマ唄の唄者（民謡歌手）。

## 概要
鹿児島県喜界島の湾出身の奄美シマ唄の歌手（唄者）である。喜界島独特の風土から生まれた歌唱法と、張りのある唄声が魅力。喜界島だけでなく、奄美シマ唄の若手から中堅の唄者の代表として、日本各地はもとより、海外にも呼ばれて、公演を行っている。
喜界町嘉鈍出身の祖父は唄者、三味線の名手として地元でよく知られていた。また、小学生の時、喜界町産業祭で安田宝英三味線教室の演奏で、地元のお年寄りが感涙を流す姿を見てシマ唄に興味をもった。このため、祖父の形見の三味線を手にし、9歳で安田宝英に師事。同級生の牧岡奈美らと共に奄美大島南部の瀬戸内町に伝わるヒギャ節の歌い方を習う内に、独特のスタイルを身につけた。
中学生時代から唄の実力は地元では注目を浴びていたが、特に社会人になってから才能を開花させ、2008年には奄美の唄者の作品を多く手がけるJABARAレコードから、得意とするシマ唄を中心に収録した『花』でソロCDデビューし、明瞭な声でシマ唄の魅力を広めた。翌2009年の第30回奄美民謡大賞では、念願の最も権威ある大賞を受賞。2012年には日本民謡ヤングフェスティバル全国大会で「むちゃ加那節」を歌いグランプリ受賞。2013年には伝統芸能を受け継ぐために研鑚を積む将来有望な新人として高円宮殿下記念「地域伝統芸能奨励賞」を受賞した。
シマ唄にとどまらず、2011年にはオリジナルのバラード「永遠の碧」をリリース、カップリングの「むちゃ加那節」や、「行きゅんにゃ加那」と共に美しい島々への旅の気分を高めてくれる歌として、日本エアコミューターの機内BGMに採用されている。
2015年には鹿児島放送テレビで放送のダスキンのCMに出演、故郷喜界島に戻って働く若い母親役を演じ、ネットドラマでは主題歌「故郷の空」を歌った。
一時期は鹿児島市で幼稚園教諭をしていたが、地元にいてその唄が生まれた背景を知ってこそシマ唄は生きるという考えから、喜界島に戻って幼稚園教諭を務めた。現在は喜界町職員として中央公民館に勤務しながら、シマ唄講師や唄者として、シマ唄の魅力を、日本国内各地だけでなく、海外にも広めている。

## 経歴
- 鹿児島県大島郡喜界町湾生まれ[3]。
- 1992年 - 安田宝英三味線教室に通い始める[4]。
- 1993年10月 - 東京都で開催の日本民謡協会全国少年少女民謡民舞大会第3位。
- 1997年10月14日 - 「黒だんど節」を収録した喜界島シマ唄のオムニバスCD『あさばな　奄美しまうた紀行』発売。
- 1998年3月21日 - 「むちゃ加那節」を収録した喜界島シマ唄のオムニバスCD『花染　奄美しまうた紀行Ⅱ』発売。
- 2004年 - 島唄活動が評価され、鹿児島女子短期大学学長表彰第1号となる。
- 2007年11月 - 民謡民舞奄美連合大会総合優勝。
- 2008年7月 - 鹿児島県民謡王座決定戦で「嘉徳なべ加那節」を歌い最優秀賞を受賞。
- 2008年10月19日 - 東京都墨田区の両国国技館で開催の「民謡民舞全国大会」内閣総理大臣賞争奪戦（民謡）で「嘉徳なべ加那」を歌い審査員奨励賞を受賞。
- 2008年9月7日 - ソロアルバム『花』をリリース。
- 2009年3月29日  - 奄美市名瀬公民館で行われた日本民謡協会主催「奄美シマ唄日本一大会」最優秀賞、島唄大賞を受賞。
- 2009年5月10日 - 奄美文化センターで開催の第30回奄美民謡大賞で「嘉徳なべ加那節」を歌い大賞受賞[5]
- 2009年6月27日 - 東京都の国立劇場6月民俗芸能公演「奄美の祭りとしま唄」に築地俊造らと共に出演。
- 2009年11月 - 民謡民舞奄美連合大会総合優勝。
- 2010年 - 熊本市で開催の全九州民謡民舞の祭典で総合優勝。
- 2010年10月17日 - 東京都墨田区の両国国技館で開催の「民謡民舞全国大会」内閣総理大臣賞争奪戦（民謡）で「いまぬかざくも」を歌い優秀賞を受賞。
- 2011年3月10日 - オリジナルシングル「永遠の碧」をリリース[6]
- 2011年3月18日 - 鹿児島市のイオン鹿児島ショッピングセ ンターでシングル「永遠の碧」発売記念ライブを実施。
- 2011年4月16日 - 鹿児島市のオプシアミスミと新穂花ドルフィンポート店でライブ。
- 2011年6月19日 - 沖縄県石垣市のフサキリゾートヴィレッジで開催された東日本大震災チャリティーイベント「Tropical Lovers Beach Festa 2011 ーPray for Japanー」にかりゆし58らと出演。
- 2011年7月15日 - 東京都豊島区の東武百貨店池袋店で開催の「奄美の観光と物産展」喜界島の日ライブに出演。
- 2011年8月21日 - 東京都目黒区の目黒区民センターで開催の「第2回奄美島うたのど自慢大会 in TOKYO」に坪山豊らとゲストとして出演。
- 2011年9月3日 - 福岡県大野城市の大野城まどかぴあで、安田勝竜と「北の津軽 南のシマ唄 〜三味の響き〜」コンサートに出演。
- 2011年10月23日 - 大阪市の大阪城音楽堂で開催の「琉球フェスティバル2011大阪」に登川誠仁、知名定男、築地俊造、夏川りみらと出演。
- 2011年11月5日 - 鹿児島市の天文館で開催の「1107MBCラジオDAY　ラジオのチカラ∞」ライブにカサリンチュ、doki dokiのNieらと出演。
- 2011年11月11日 - 京都府京丹後市のプラザホテル吉翠苑で奄美シマ唄ソロライブ開催。
- 2011年11月23日 - 韓国で開催の日本、韓国、中国の大学生シンポジウムで奄美島唄を披露。
- 2011年11月27日 - 民謡民舞奄美連合大会総合優勝[7]。
- 2011年12月25日 - 奄美紅白歌合戦に出場。
- 2012年7月7日- 大阪市北区のてぃだにてワンマンライブ開催。
- 2012年7月15日 - 東京都豊島区の東武百貨店池袋店で開催の「奄美の観光と物産展」喜界島の日ライブに長島稔と出演。
- 2012年8月25日 - 大阪市のNHK大阪ホールで開催の日本民謡ヤングフェスティバル全国大会[8]に「むちゃ加那節」でグランプリ受賞。
- 2012年9月29日 - 鹿児島市のLive HEAVENで「川畑さおり JOY TO THE WORLD LIVE Vol.1」ライブ開催。
- 2012年10月21日 - 東京都墨田区の両国国技館で開催の「民謡民舞全国大会」内閣総理大臣賞争奪戦（民謡）で「むちゃ加那」を歌い優秀賞を受賞。
- 2013年5月11日 - 徳之島町文化会館で「NHK民謡ヤングフェスティバル日本一受賞記念コンサート」を開催[9]。ゲストは坪山豊、宮村美希ら。
- 2013年10月5日 - 地域伝統芸能活用センターが伝統芸能を受け継ぐために研鑚を積む将来有望な新人等を表彰する高円宮殿下記念「地域伝統芸能奨励賞」受賞[10]。石川県金沢市の本多の森ホールにて開催の授賞式と公演に出席。
- 2014年2月12日- 大阪市北区のてぃだにてワンマンライブ開催。
- 2014年2月20日-2月24日 - カンボジア・プノンペンで開催の「日本カンボジア絆フェスティバル」に出演[11]
- 2014年6月5日 - 台湾台南市の成功大学で島唄のワークショップを実施。
- 2014年6月15日 - 兵庫県尼崎市のあましんアルカイックホールで開催の｢奄美・琉球フェスティバル｣に出演。
- 2014年7月6日 - 栃木県宇都宮市の栃木県総合文化センターにて開催の「第4回島の風フェスティバル」に出演。
- 2014年8月31日 - 福井県勝山市の勝山市民会館で開催の勝山市制60周年記念前夜祭に出演。
- 2014年10月6日 - ベルリンの在ドイツ日本国大使公邸で開催された「奄美黒糖焼酎の夕べ2014」にてシマ唄を披露。
- 2014年10月19日 - 東京都墨田区の両国国技館で開催の「民謡民舞全国大会」内閣総理大臣賞争奪戦（民謡）で「むちゃ加那節」を歌い優秀賞を受賞[12]。
- 2014年10月24日 - 東京都千代田区で開催の｢丸の内朝大学地域学部奄美シマ唄クラス」の講師を担当。
- 2015年1月6日 - 鹿児島放送テレビにてダスキンのCMに出演。2月に主題歌「故郷の空」を含むネットドラマ『喜界島物語』をYouTubeで公開。
- 2015年5月17日 - 熊本県熊本市のフードパル熊本にて開催の「琉球の風〜島から島へ〜2015」に出演。
- 2015年5月24日 - 栃木県宇都宮市の栃木県護国神社護国会館にて開催の「第5回島の風フェスティバル」に出演。
- 2015年11月1日 - 奄美市の奄美文化センターで開催のかごしま国民文化祭2015の「民謡・民舞日本一フェスティバルinあまみ」に出演。
- 2015年11月15日 - 日本テレビ系『遠くへ行きたい』「椿鬼奴 喜びの島のハネムーン」に出演。
- 2015年12月20日 - 栃木県宇都宮市のホテル東日本宇都宮にて開催の「第6回島の風フェスティバル」に出演。

## ディスコグラフィ

### ソロアルバム
- 『花』(2008年9月7日 JABARA JAB-42)
  1. あさばな節
  2. 俊良主節
  3. 黒だんと
  4. 塩道長浜
  5. 雨ぐるみ
  6. 嘉徳なべ加那
  7. ヨイスラ節
  8. 曲りょ高頂
  9. むちゃ加那節
  10. 長雲節
  11. イトー
  12. 豊年節
  13. 渡しゃ
  14. 行きゅんにゃ加那

囃し：豊愛

### シングル
- 『永遠の碧(あお)』（2011年3月10日九州限定発売、2012年6月6日全国発売。SPACE SHOWER MUSIC）
  1. 永遠の碧（作曲：大森はじめ、作詞：磯谷佳江）
  2. 風の谷のナウシカ（作曲：細野晴臣、作詞：松本隆）
  3. むちゃ加那節－奄美民謡－日本民謡ヤングフェスティバル2012全国大会 グランプリ受賞曲
- 『CLOVER』2018年4月28日
  1. CLOVER
  2. 一つ一つ
  3. 故郷の空

### 参加作品
- 『あさばな　奄美しまうた紀行』(1997年10月14日。JABARA JAB-05)
  - 「黒だんど節」（囃し：牧岡奈美）を収録。

- 『花染　奄美しまうた紀行Ⅱ』(1998年3月21日。JABARA JAB-06)
  - 「むちゃ加那節」（囃し：永志保）を収録。

## CM
- ダスキン